# Daniel Arismendi
Daniel Arismendi (Cumaná, 4 de julho de 1982) é um futebolista venezuelano que atua como atacante. Atualmente, joga no Deportivo Anzoátegui.